# رافائل ایسرائلیان
رافائل ایسرائلیان (ارمنی: Ռաֆայել Իսրայելյան؛ ۴ سپتامبر ۱۹۰۸ – ۸ سپتامبر ۱۹۷۳) یک معمار و طراح اهل ارمنستان بود. وی نویسنده میراث معماری ساختمان‌ها، مجسمه‌های یادبود و آثار طراحی است.

## زندگی‌نامه
ایسرائلیان در سال ۱۹۰۸ میلادی در شهر تفلیس به دنیا آمد. وی در بین سال‌های ۱۹۲۶–۱۹۲۸ در «دانشکده معماری آکادمی هنرهای تفلیس» و سپس در «دانشکده انستیتو ساختمانی عمومی ایلیا رپین لنینگراد» تحصیل نمود. ایسرائلیان در سال ۱۹۳۴ به عنوان هنرمند-معمار فارغ‌التحصیل شد. در سال ۱۹۳۶ میلادی ایسرائلیان با موفقیت دوره کارشناسی ارشد خویش را نیز از در همان انستیتو تکمیل نمود؛ و در سال به ایروان نقل مکان نمود و شروع به کار در موسسات طراحی معماری شهر ایروان نمود.
ایسرائلیان سابقه طولانی تدریس در انستیتو پلی‌تکنیک ایروان در بین سال‌های ۱۹۴۱ تا ۱۹۶۳ میلادی داشت. بین سال‌های ۱۹۵۶ تا ۱۹۷۰ وی عضو کمیسیون معماری سریر مریم مقدس اچمیادزین بود.
پس از درگذشت رافائل ایسرائلیان، پسرش آرگ، که او نیز مسئولیت تکمیل پروژه‌های ناتمام پدرش را برعهده گرفت.

## جوایز و افتخارات
وی همچنین برنده جوایزی همچون چهره هنری شایسته ارمنستان شوروی، معمار شایسته ارمنستان شوروی و جایزه استالین شده است.

## آثار

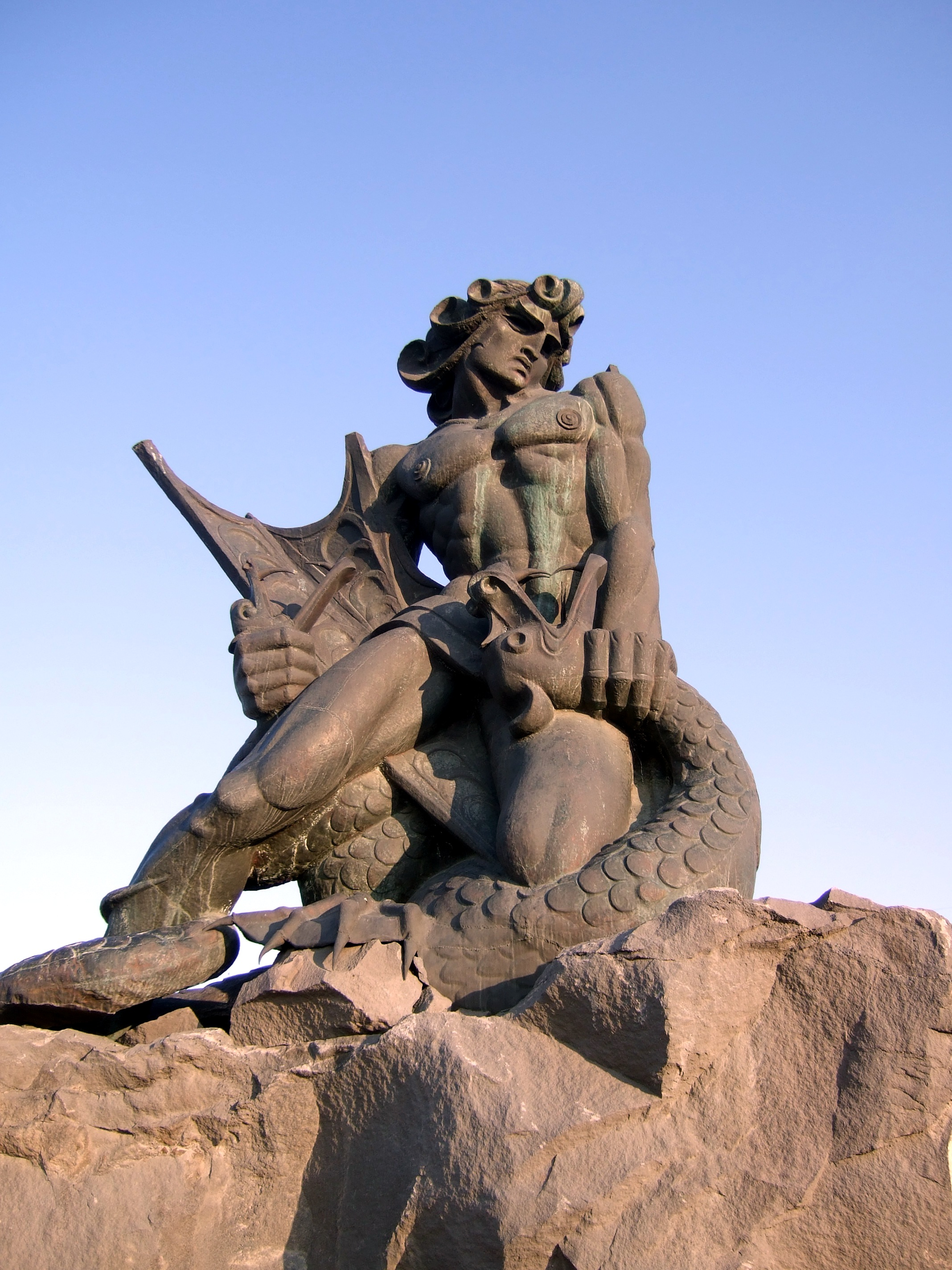

ایسرائلیان سازهای عظیمی از سنگ طبیعی با ترکیب نئوکلاسیک و سنت‌های معماری ارمنی طراحی نمود.
یکی از ساختمان در سال
مشهورترین آثار وی عبارتنداز:
- مام ارمنستان
- خزانه‌های شراب کارخانه شراب‌سازی آرارات ایروان (۱۹۳۷–۱۹۶۱)
- آب‌نمای دره هرازدان (۱۹۴۹–۱۹۵۰)
- موزه نظامی (موزه یادبود پیروزی) در ایروان (۱۹۵۰–۱۹۶۷)
- مجسمه «واهاگن، اژدها را خفه می‌کند» (بزرگراه ایروان-سوان ۱۹۶۲)
- چلیپاسنگ-لوحه تاریخی به یاد قربانیان نسل‌کشی ارمنی‌ها در کلیسای جامع اچمیادزین (۱۹۶۵)
- یادبود نبرد سارداراباد - نبرد سارداراباد در سال ۱۹۱۸ (۱۹۶۸)
- بنای یادبود مقاومت صائم‌بیلی در شهر نور هاچن (۱۹۷۳)
- بنای یادبود مقاومت موسی داغ در شهر موسی داغ (۱۹۷۶)
- بازسازی ساختمان کلیسای جامع سارکیس مقدس، ایروان (۱۹۷۶)
- موزه قوم‌نگاری در سردارآباد (۱۹۷۸)
- بنای یادبود نبرد باش‌آپاران در آپاران (۱۹۷۹)
- کلیسای جامع وارطان مقدس، ایالت نیویورک، ایالات متحده آمریکا (۱۹۶۸)
- کلیسای چهل شهید ارمنی، میلان، ایتالیا
- کلیسای ارمنی نِرسِس شنورهالی مونته‌ویدئو، اروگوئه

## نگارخانه

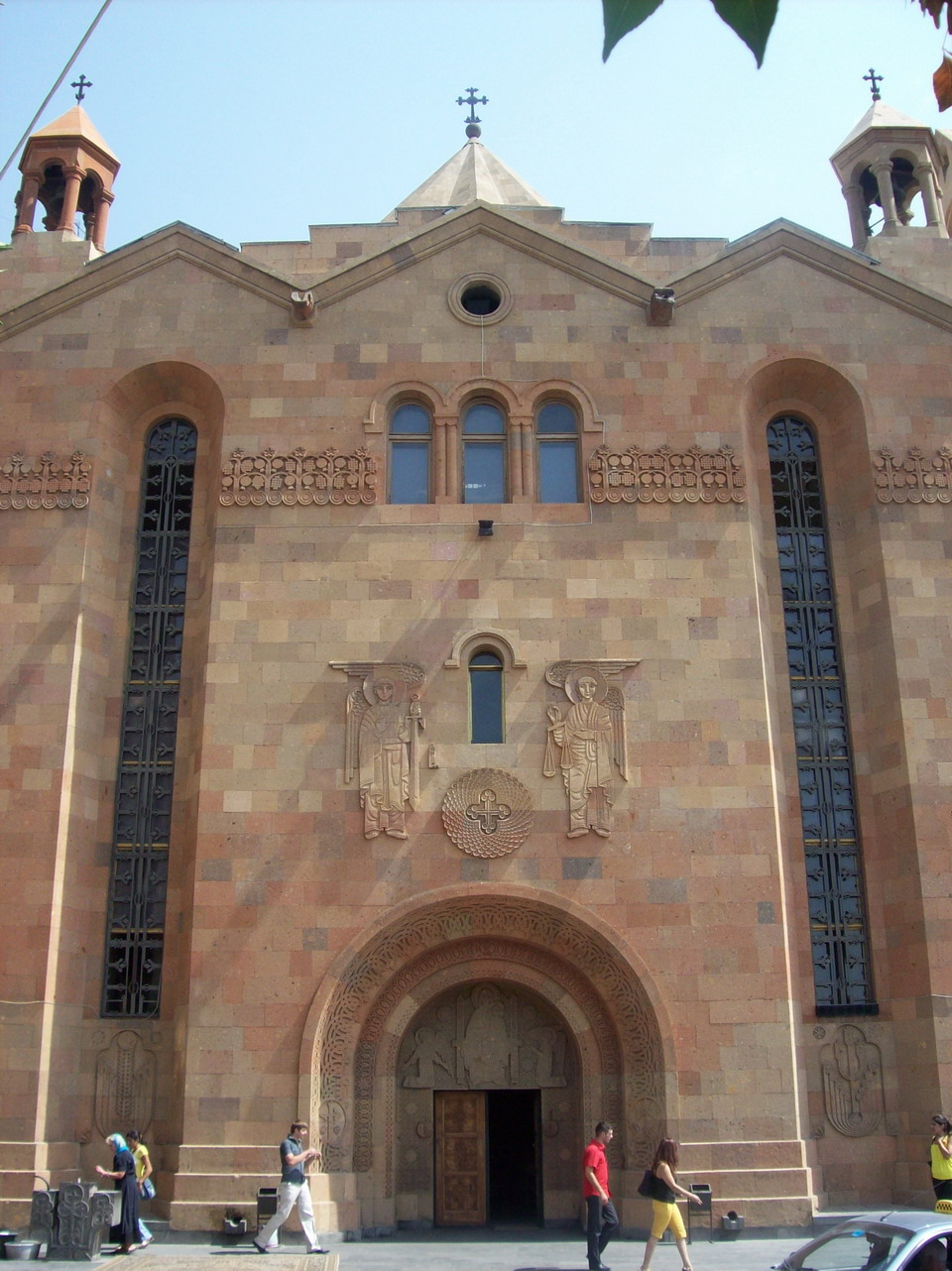
کلیسای سارگیس مقدس، ایروان
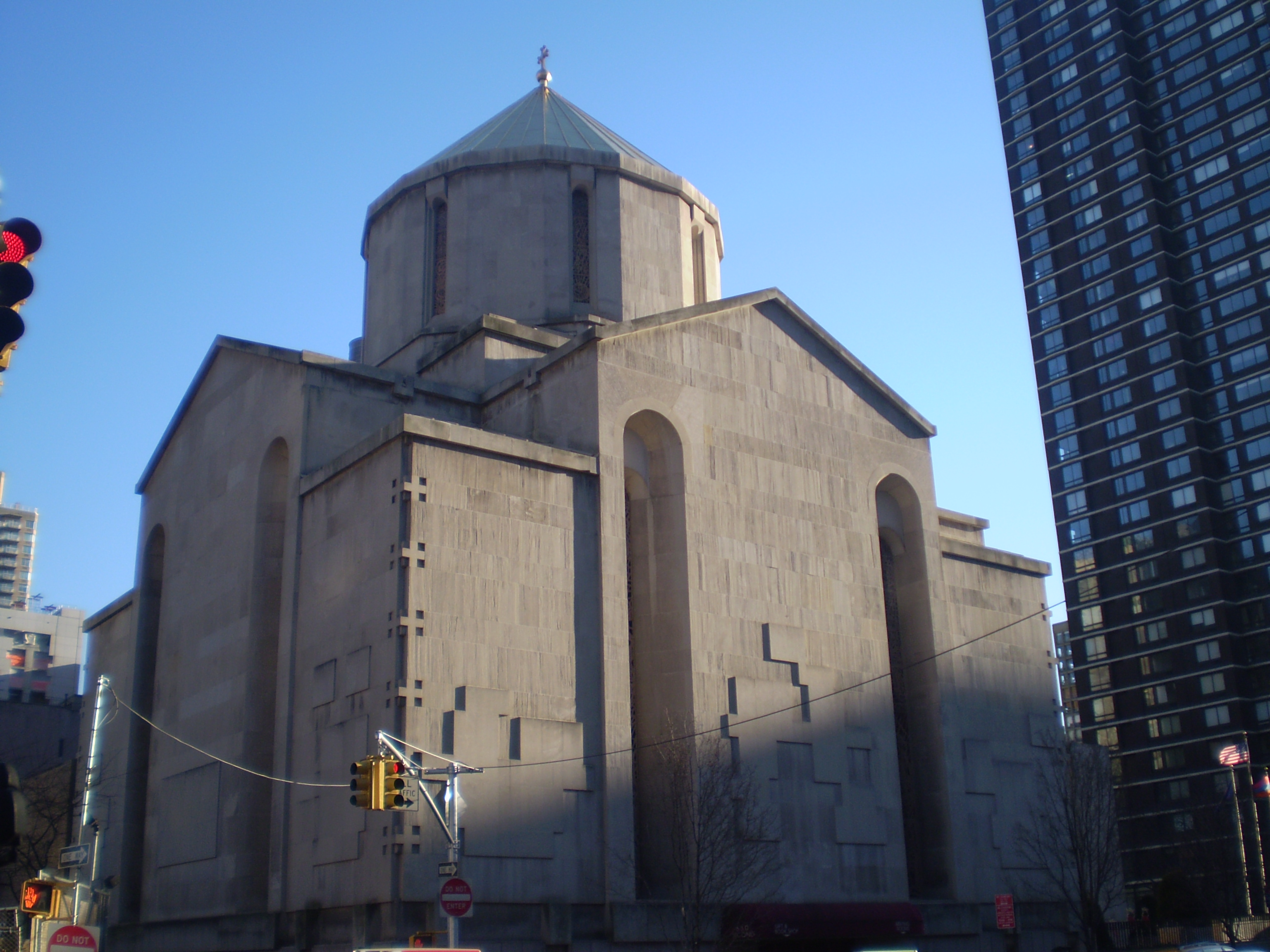
کلیسای جامع وارطان مقدس، ایالت نیویورک
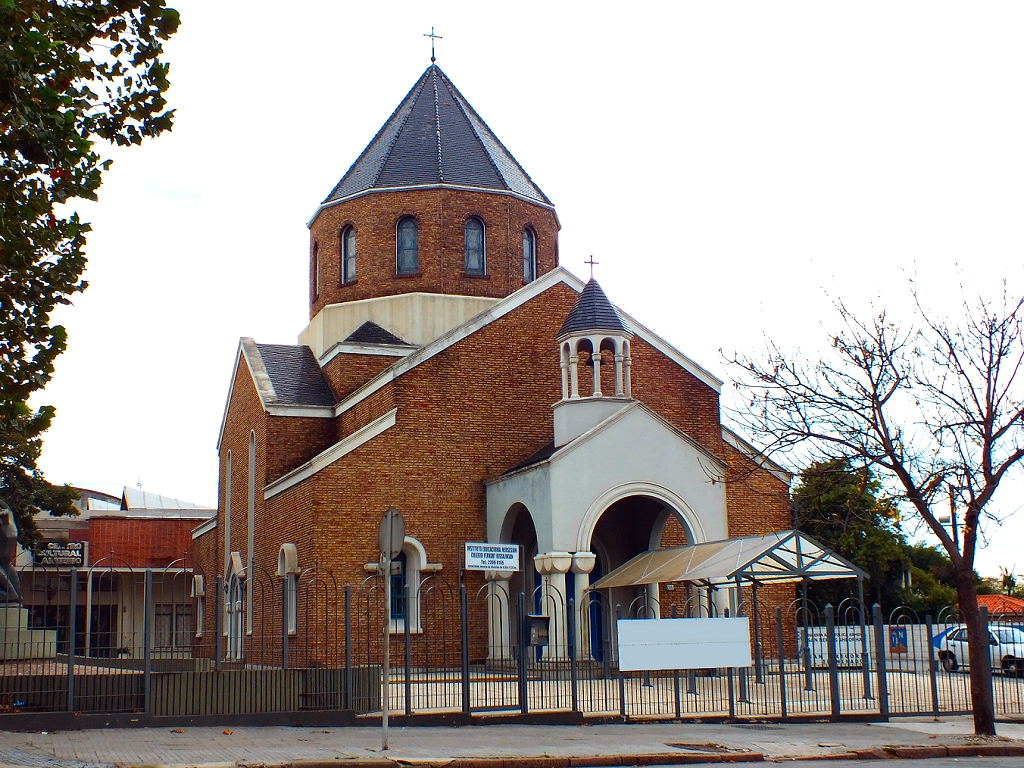
کلیسای ارمنی نِرسِس شنورهالی، مونته‌ویدئو، اروگوئه
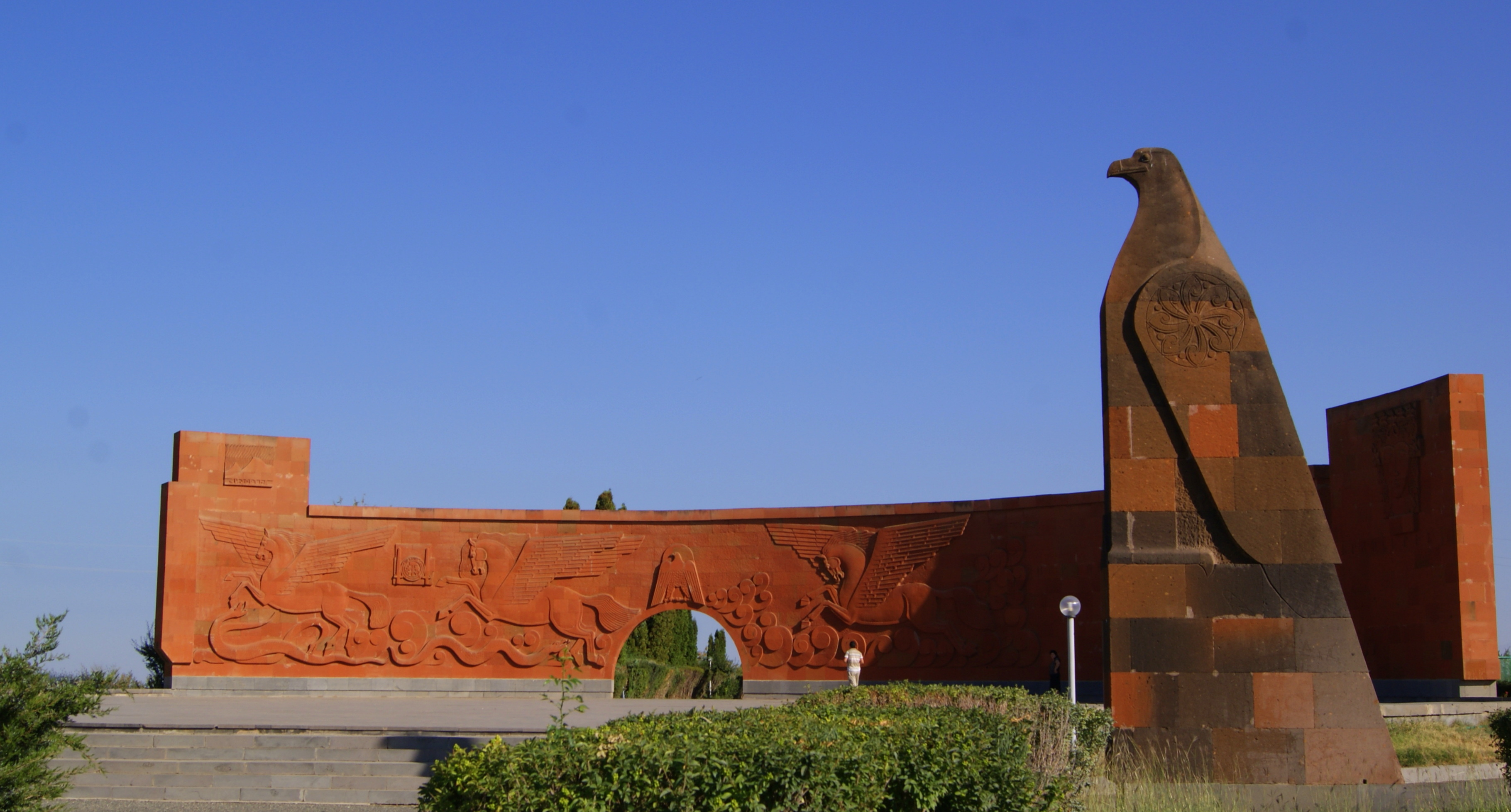
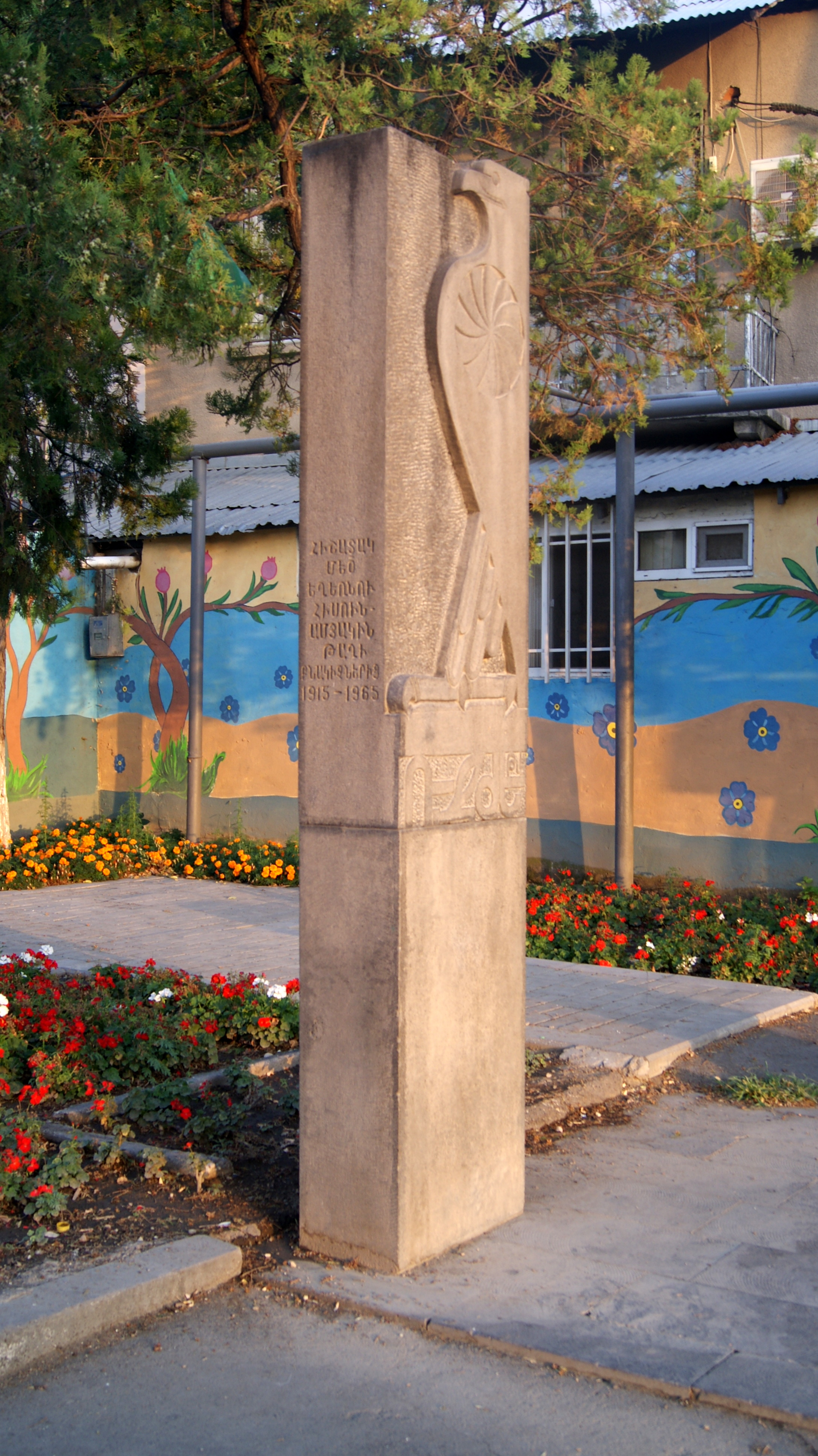
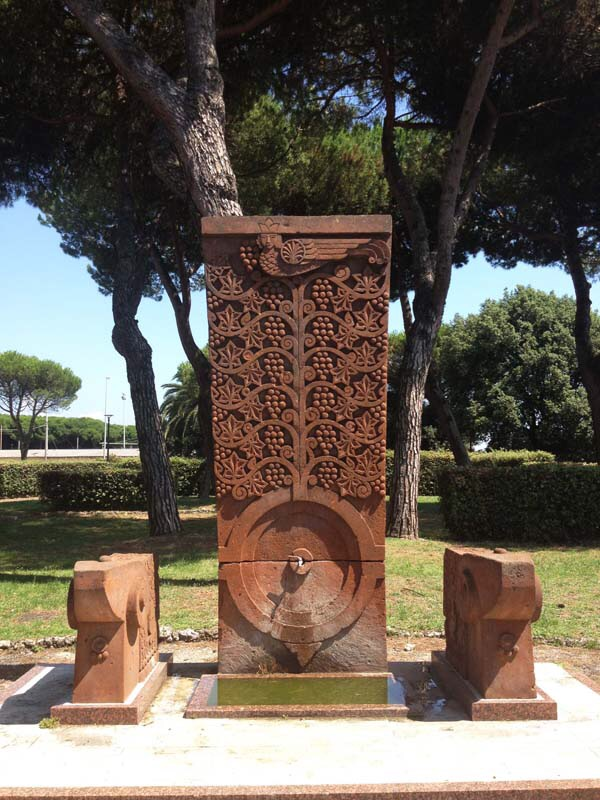
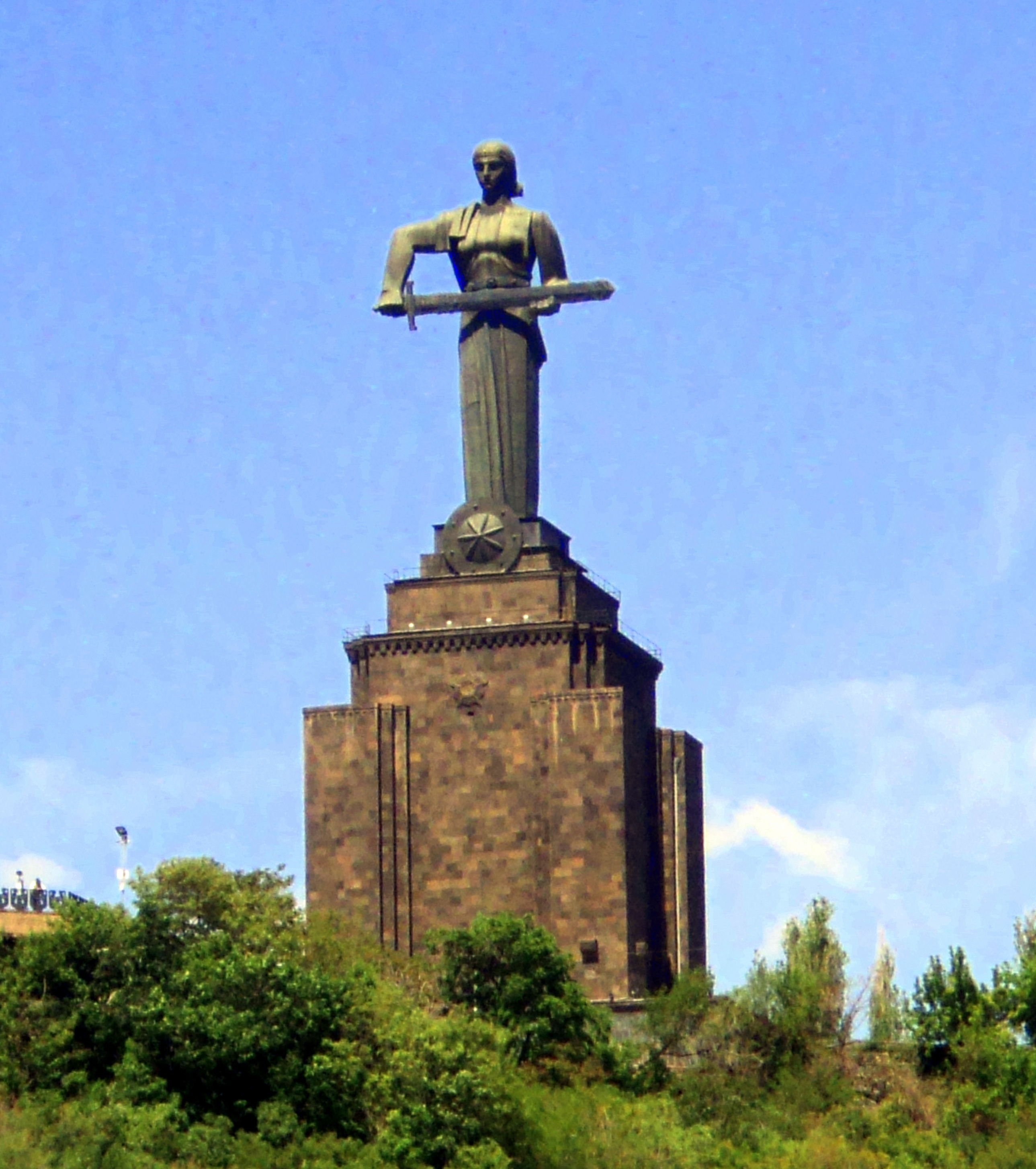
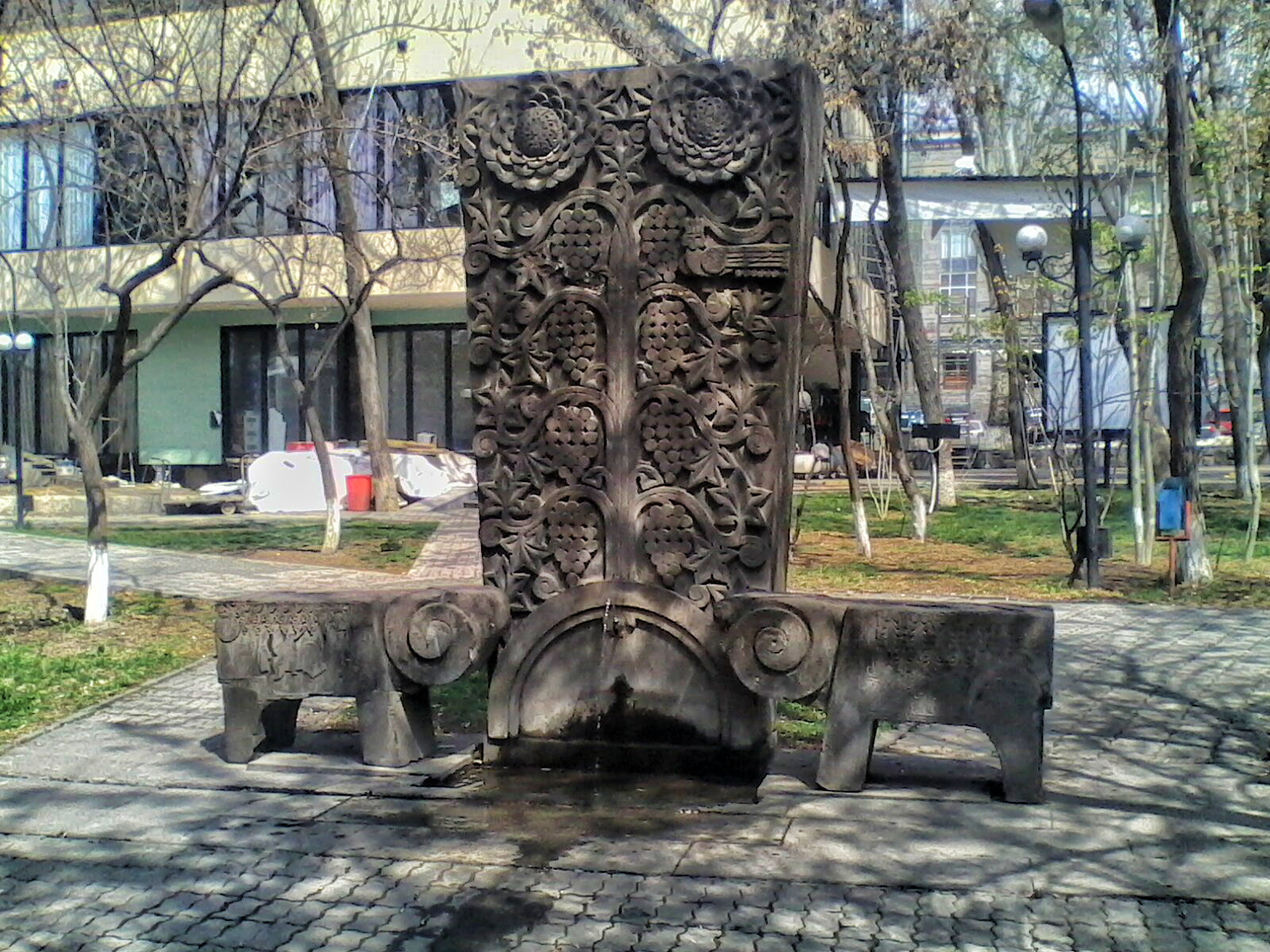